# Starmap

Mapa de los países que formaban parte de Starmap a finales de 2005

La Alianza Starmap (en inglés, Starmap Alliance o Starmap Mobile Alliance) fue un acuerdo preferente firmado en febrero de 2004 entre un grupo de operadores europes de telefonía móvil liderados por O2 (la antigua rama de telefonía móvil del grupo British Telecom) para facilitar el roaming internacional de sus usuarios GSM y abaratar la compra de terminales y equipos a gran escala. El acuerdo se denominó inicialmente Mobile Alliance y fue creado en octubre de 2003, más tarde el 23 de febrero de 2004 anunciaron la transformación del mismo a la marca Starmap Mobile Alliance
Entre las ventajas principales que la Alianza proporcionaba a los usuarios eran la marcación en el extranjero como en el país de origen (conocida como roaming CAMEL), mejores tarifas de llamadas y mensajes escritos y acceso a servicios de mensajería multimedia MMS y de datos GPRS.
Los miembros originales fueron (a fecha de febrero de 2004):
- Amena, España (dejó el grupo después de su adquisición por Orange)
- O2, Reino Unido, Irlanda, Alemania
- One, Austria (después denominada Orange)
- Pannon GSM, Hungría
- Sunrise, Suiza
- Telenor Mobil, Noruega
- Wind, Italia.

En marzo de 2004 se les unió:
- SONOFON, Dinamarca.

Y en septiembre de 2004 se unió:
- Eurotel, República Checa (después denominada O2).

Los movimientos empresariales del año 2005 sustrajeron varios operadores a la alianza: en Chequia, debido a la compra de Cesky Telecom, propietario de la marca Eurotel, por parte de Telefónica y en varios países europeos más, por la adquisición de O2 también por Telefónica Europe. Se da la circunstancia de que otros compradores (Orange) forman parte de la alianza competidora FreeMove, lo que dejó a Starmap en una situación difícil.

La Starmap Mobile Alliance se deshizo a comienzos del año 2007.